# Vladimir Muravyov
Pour les articles homonymes, voir Mouraviov.
Vladimir Pavlovich Muravyov (en russe Владимир Павлович Муравьёв, d'où souvent Muravyëv), né le 30 septembre 1959 à Karaganda au Kazakhstan, est un athlète kazakh, spécialiste du 100 m, double champion olympique pour l'Union soviétique.
Aux Jeux olympiques d'été de 1980, il termine sixième sur 100 m et est le premier relayeur de l'équipe victorieuse sur 4 × 100 m. Aux championnats d'Europe en 1982, il termine septième sur 200 m. Aux premiers championnats du monde, il atteint la demi-finale sur 200 m et le bronze en relais.
Il ne participe pas, en raison du boycott, aux Jeux olympiques d'été de 1984, mais il remporte, en réalisant son record personnel de 20 s 34, le 200 m des Jeux de l'Amitié. Aux championnats d'Europe en 1986, il obtient l'or en relais.
Il est encore champion olympique en 1988, profitant de l'absence en finale du relais américain, disqualifié en séries.

## Palmarès

### Jeux olympiques
- Jeux olympiques d'été de 1980 à Moscou ( Union soviétique)
  - 6e sur 100 m en 10 s 44
  -  Médaille d'or en relais 4 × 100 m
- Jeux olympiques d'été de 1984 à Los Angeles ( États-Unis)
  - absent pour cause de boycott de l'URSS
- Jeux olympiques d'été de 1988 à Séoul ( Corée du Sud)
  -  Médaille d'or en relais 4 × 100 m

### Championnats du monde d'athlétisme
- Championnats du monde d'athlétisme de 1983 à Helsinki ( Finlande)
  - éliminé en demi-finale sur 200 m
  -  Médaille de bronze en relais 4 × 100 m
- Championnats du monde d'athlétisme de 1987 à Rome ( Italie)
  - éliminé en demi-finale sur 100 m
  -  Médaille d'argent en relais 4 × 100 m

### Championnats d'Europe d'athlétisme
- Championnats d'Europe d'athlétisme de 1982 à Athènes ( Grèce)
  - 7e sur 200 m
- Championnats d'Europe d'athlétisme de 1986 à Stuttgart ( Allemagne de l'Ouest)
  -  Médaille d'or en relais 4 × 100 m

### Championnats d'Europe d'athlétisme en salle
- Championnats d'Europe d'athlétisme en salle de 1981 à Grenoble ( France)
  -  Médaille d'argent sur 60 m